# Victor Arwas
Victor Arwas (* 29. Juni 1937 in Kairo, Ägypten; † 23. Februar 2010 in London, Vereinigtes Königreich) war ein britischer Kunsthändler, Galerist, Kunstsammler, Kunsthistoriker, Kurator und Sachbuchautor, besonders zu Themen wie Jugendstil und Art déco.

## Familie
Arwas stammte aus einer sephardisch-jüdischen Familie, die zur Zeit der Inquisition aus Spanien vertrieben worden war. Zu Beginn des Ersten Weltkriegs musste sein Vater, der auch den Namen Victor trug, als britischer Staatsbürger vor den Osmanen aus Gaza flüchten. An Bord eines britischen Kriegsschiffs gelangte er nach Alexandria, wo er ein faktisches Monopol für den Transport von Rohöl erwarb.
Hier heiratete er in eine reiche Familie. Er trennte sich jedoch von seiner ersten Frau und heiratete Gisele, eine Wiener Schönheit, die in der Nationalbank von Ägypten arbeitete. Aus dieser Beziehung ging 1937 ihr einziges Kind Victor hervor. In Großbritannien investierte Arwas Vater später mit großem Erfolg in das Kinogeschäft.

## Leben
Victor Arwas besuchte das Victoria College in Kairo und später die New York University. Zur Zeit der Sueskrise 1956 zog er mit seinen Eltern nach London, wo er sich dauerhaft niederließ.
1969 eröffnete Arwas seine Galerie Editions Graphiques an der Clifford Street / Ecke Bond Street im Zentrum von London. Als Händler und Sammler konzentrierte er sich leidenschaftlich auf die grafische und angewandte Kunst des späten 19. und frühen 20. Jahrhunderts. In seinem Inventar befanden sich unter anderem Arbeiten von Tiffany, Émile Gallé, Ferdinand Preiss, Demetre Chiparus, Félicien Rops, Aubrey Beardsley, Henri de Toulouse-Lautrec, Alphonse Mucha und James Tissot. Als Kurator wirkte er an 30 Ausstellungen in acht Ländern mit, oft auch als Leihgeber von Kunstwerken.
Victor Arwas starb nach einem Herzinfarkt im Alter von 72 Jahren. Er hinterließ seine Ehefrau und Geschäftspartnerin Gretha, die er 1989 geheiratet hatte. Die Ehe war kinderlos.

## Veröffentlichungen (Auswahl)
Arwas wird in der Literatur als einer „der führenden internationalen Experten der Perioden des Jugendstils und des Art déco“ bezeichnet. Er war Autor zahlreicher Sachbücher zum Thema.
- Felicien Rops. Academy Editions, London 1972; St. Martin’s Press, New York 1972.
- Art deco sculpture. Chryselephantine statuettes of the twenties and thirties. Academy Editions, London 1975; St. Martin’s Press, New York 1975.
- Art deco. Academy Editions, London 1976; St. Martin’s Press, New York 1976.
- Belle époque. Posters & graphics. Academy Editions, London 1978; Rizzoli, New York 1978.
- Berthon & Grasset. Rizzoli, New York 1978.
- Alastair. Illustrator of decadence. Thames and Hudson, London 1979.
- Alphonse Mucha. Master of art nouveau. Academy Editions London 1985; St. Martin’s Press, New York 1985.
- Glas. Klett-Cotta, Stuttgart 1987.
- Glass. Art nouveau to art deco. H.N. Abrams, New York 1987.
- Art deco sculpture. Academy Editions, 1992.
- Art deco. H.N. Abrams, New York 1992.
- Art of glass. Art nouveau to Art Deco. Mit Susan Newell. Andreas Papadakis Publisher, Windsor, Berks, England 1996.
- Alphonse Mucha. The spirit of art nouveau. Mit Jana Brabcová-Orlíková, Anna Dvořák et al. Art Services International, Alexandria (VA) 1998.
- Art nouveau. From Mackintosh to Liberty. The birth of a style. Andreas Papadakis, London 2000.
- Art Nouveau. The French aesthetic. Andreas Papadakis Publisher, London 2002.